# Stomolophus
Famille
Genre
Stomolophus est un genre de méduses de la famille des Stomolophidae.

## Liste d'espèces
Selon World Register of Marine Species (1 mars 2015) et ITIS (1 mars 2015) :
- Stomolophus fritillarius Haeckel, 1880
- Stomolophus meleagris Agassiz, 1862